# 20 kilometer gång för herrar i friidrott vid olympiska sommarspelen 1988
20 kilometer gång för herrar vid olympiska sommarspelen 1988 i Seoul avgjordes den 23 september. 

## Medaljörer
| Gren       | Guld                               | Guld    | Silver                      | Silver  | Brons                       | Brons   |
| 20 km gång | Jozef Pribilinec · Tjeckoslovakien | 1:19.57 | Ronald Weigel · Östtyskland | 1:20.00 | Maurizio Damilano · Italien | 1:20.14 |

## Resultat
- Q innebär avancemang utifrån placering i heatet.
- q innebär avancemang utifrån total placering.
- DNS innebär att personen inte startade.
- DNF innebär att personen inte fullföljde.
- DQ innebär diskvalificering.
- NR innebär nationellt rekord.
- OR innebär olympiskt rekord.
- WR innebär världsrekord.
- WJR innebär världsrekord för juniorer
- AR innebär världsdelsrekord (area record)
- PB innebär personligt rekord.
- SB innebär säsongsbästa.
- w innebär medvind > 2,0 m/s

| Placering             | Gångare                      | Tid     | Noteringar |
| --------------------- | ---------------------------- | ------- | ---------- |
| 1                     | Jozef Pribilinec (TCH)       | 1:19.57 | OR         |
| 2                     | Ronald Weigel (GDR)          | 1:20.00 |            |
| 3                     | Maurizio Damilano (ITA)      | 1:20.14 |            |
| 4                     | José Marín (ESP)             | 1:20.34 |            |
| 5                     | Roman Mrázek (TCH)           | 1:20.43 |            |
| 6                     | Michail Sjtjennikov (URS)    | 1:20.47 |            |
| 7                     | Carlos Mercenario (MEX)      | 1:20.53 |            |
| 8                     | Axel Noack (GDR)             | 1:21.14 |            |
| 9                     | Giovanni De Benedictis (ITA) | 1:21.18 |            |
| 10                    | Guillaume LeBlanc (CAN)      | 1:21.29 |            |
| 11                    | Simon Baker (AUS)            | 1:21.47 |            |
| 12                    | Daniel Plaza (ESP)           | 1:21.53 |            |
| 13                    | Ian McCombie (GBR)           | 1:22.03 |            |
| 14                    | Aleksej Persjin (URS)        | 1:22.32 |            |
| 15                    | Pavol Blažek (TCH)           | 1:22.39 |            |
| 16                    | Martial Fesselier (FRA)      | 1:22.43 |            |
| 17                    | Jimmy McDonald (IRL)         | 1:22.45 |            |
| 18                    | Thierry Toutain (FRA)        | 1:22.55 |            |
| 19                    | Carlo Mattioli (ITA)         | 1:22.58 |            |
| 20                    | Jean-Claude Corré (FRA)      | 1:23.09 |            |
| 21                    | Sándor Urbanik (HUN)         | 1:23.18 |            |
| 22                    | Erling Andersen (NOR)        | 1:23.30 |            |
| 23                    | Ricardo Pueyo (ESP)          | 1:23.40 |            |
| 24                    | Chris Maddocks (GBR)         | 1:23.46 |            |
| 25                    | Stefan Johansson (SWE)       | 1:23.51 |            |
| 26                    | Hirofumi Sakai (JPN)         | 1:24.08 |            |
| 27                    | Jaŭhen Misiulja (URS)        | 1:24.39 |            |
| 28                    | Andrew Jachno (AUS)          | 1:24.52 |            |
| 29                    | José Urbano (POR)            | 1:24.56 |            |
| 30                    | Jan Staaf (SWE)              | 1:24.59 |            |
| 31                    | José Pinto (POR)             | 1:26.33 |            |
| 32                    | Abdelouahab Ferguene (ALG)   | 1:26.33 |            |
| 33                    | Héctor Moreno (COL)          | 1:27.06 |            |
| 34                    | Mohamed Bouhalla (ALG)       | 1:27.10 |            |
| 35                    | Godfried Dejonckheere (BEL)  | 1:27.14 |            |
| 36                    | Zdzisław Szlapkin (POL)      | 1:27.23 |            |
| 37                    | Gary Morgan (USA)            | 1:27.26 |            |
| 38                    | Jim Heiring (USA)            | 1:27.30 |            |
| 39                    | Helder Oliveira (POR)        | 1:27.39 |            |
| 40                    | Santiago Fonseca (HON)       | 1:27.41 |            |
| 41                    | Li Baojin (CHN)              | 1:27.57 |            |
| 42                    | Reima Salonen (FIN)          | 1:28.25 |            |
| 43                    | Ljubomir Ivanov (BUL)        | 1:28.43 |            |
| 44                    | Timothy Lewis (USA)          | 1:31.00 |            |
| 45                    | Marcelo Palma (BRA)          | 1:31.42 |            |
| 46                    | Chung Pil-Hwa (KOR)          | 1:32.23 |            |
| 47                    | Tadahiro Kosaka (JPN)        | 1:32.46 |            |
| 48                    | Rafael Valladares (HON)      | 1:37.09 |            |
| 49                    | Jung Myong-Oh (KOR)          | 1:40.09 |            |
| Fullföljde inte (DNF) |                              |         |            |
| —                     | Querubín Moreno (COL)        | DNF     |            |
| Diskvalificerade (DQ) |                              |         |            |
| —                     | Ernesto Canto (MEX)          | DQ      |            |
| —                     | Joel Sánchez (MEX)           | DQ      |            |
| —                     | Marc Sowa (LUX)              | DQ      |            |